# 大棘雙邊魚
大棘雙邊魚為輻鰭魚綱鱸形目鱸亞目雙邊魚科的其中一個種，分布於印尼、菲律賓及巴布亞紐幾內亞的淡水及半鹹水水域，體長可達10.5公分，生活在河口、溪流、沼澤，屬肉食性。